# Marianne Oswald
Marianne Oswald (geboren als Sarah Alice Bloch 9. Januar 1901 in Saargemünd, Deutsches Reich; gestorben 25. Februar 1985 in Limeil-Brévannes) auch bekannt als Marianne Lorraine war eine französische Chansonsängerin, Schauspielerin und Autorin.

## Leben
Marianne Oswald wurde als Alice Bloch in eine bürgerliche jüdische Familie im damals deutschen Städtchen Sarreguemines in Lothringen geboren. Ihre Familie stammte ursprünglich aus Polen; der Vater war Lehrer, die Mutter führte ein Stoffgeschäft. Im Alter von 13 Jahren wurde sie Waise und wuchs in einem Mädchenpensionat in München auf.
Karriere als Chansonsängerin
Marianne Oswald begann ihre Chansonkarriere im Berlin der 1920er-Jahre, zunächst vor allem mit Brecht- und Weill-Liedern. Bekannt wurde sie für ihren expressionistischen Vortrags- und Darstellungsstil, der sich immer wieder sozialkritischen Themen widmete. Um 1932 ging sie nach Paris und blieb nach der Machtübergabe an die Nationalsozialisten 1933 dort, wo sie als Chansonsängerin auf Kabarett- und Music-Hall-Bühnen reüssierte. Für Columbia Records nahm sie zahlreiche Schallplatten auf. Es folgten Tourneen innerhalb Frankreichs, in die Schweiz und nach Belgien. Kurz vor Kriegsausbruch 1939 bekam sie ein Engagement an einem französischen Kabarett in New York. 1942 spielte sie mit dem Akkordeonisten John Serry senior in der Town Hall, New York City, USA in Aufführungen von Gedichten des amerikanischen Dichters Carl Sandburg. 1947 kehrte sie nach Frankreich zurück, das ihr Hauptwirkungsland blieb. Ihre Karriere als Chansonsängerin setzte sie fort, so gastierte sie nochmals 1949 z. B. bei einem Soloabend am Kurfürstendamm in Berlin und nahm 1957 eine letzte Schallplatte bei Philips auf.
Schriftstellerin, Schauspielerin und Drehbuchautorin
Auf ihrer Tour in die USA verfasste sie 1945 ihre Kindheitserinnerungen „One small voice“. „Auf Drängen von Albert Camus schrieb sie das Buch nach ihrer Rückkehr nach Frankreich auf französisch noch einmal neu“.
Von 1949 bis 1958 war Oswald in sieben Filmproduktionen zu sehen, vier davon wurden 1958 veröffentlicht. So war sie in Der Glöckner von Notre Dame (1956) und in Montparnasse 19 (1958) zu sehen. In den 1950er und 1960er Jahren entstand ein halbes Dutzend Produktionen, an anderen Drehbüchern sie beteiligt war. Ebenfalls war sie in Frankreich an Radioproduktionen beteiligt.

## Werke (Auswahl)
Schriften:
- Marianne Oswald: One small voice. New York: Whittlesey house, 1945
- Marianne Oswald: Ces Hommes de l'Espérance. Une évocation de la résistance allemande au national-socialisme. Paris 1964

Diskographie:
- L'Art de Marianne Oswald 1932–1937, 1991, EPM
- Jacques Prévert et ses interprètes, 1992, Polygram 5157722
- Le Front Populaire: Paris 1934–1939, 1996, Frémeaux FA049
- Cocteau. Anthologie de l'œuvre enregistrée, 1997, Frémeaux FA064
- Kurt Weill in Paris, 2000, Assai Classics 20719
- O Moon of Alabama. Songs von Kurt Weill in historischen Originalaufnahmen, 2000, Capriccio 10347
- Saint-Germain-des-Prés: les riches heures de la Rive gauche 1926–1954, 2007, Frémeaux & Associés FA 5167

Filme von und mit Marianne Oswald:
- La Première nuit (Regie: Georges Franju, Drehbuch: Marianne Oswald und Remo Forlani), Frankreich 1958
- Le chant du nouveau monde: le poète Walt Whitman (Regie: Jacques Demeure, Produzenten: Marianne Oswald, Jean-Pierre Frayssinhes), Frankreich ORTF 1964
- Sans famille (Regie: André Michel), Frankreich, Italien 1957 (als Schauspielerin)
- Anna la bonne (Regie: Claude Jutra), Kanada 1959 (als Schauspielerin)
- Léon-Paul Fargue: le piéton de Paris (1876–1947) (Regie: Jean-Marie Drot), Frankreich 1992 (Orig. 1962) (als Schauspielerin)

## Filmografie (Auswahl)
- 1956: Der Glöckner von Notre Dame (Notre-Dame de Paris)
- 1958: Montparnasse 19 (Les amants de Montparnasse)